# Colletes ottomanus
Colletes ottomanus är en biart som beskrevs av Noskiewicz 1958. Colletes ottomanus ingår i släktet sidenbin, och familjen korttungebin. Inga underarter finns listade i Catalogue of Life.